# Làng Hoa Tây
Làng Hoa Tây (giản thể: 华西村; phồn thể: 華西村; Hán-Việt: Hoa Tây Thôn; bính âm: Huāxī Cūn) là một làng ở phía Đông thành phố Giang Âm, tỉnh Giang Tô, Trung Quốc. Một số nguồn tin coi đây là làng giàu nhất Trung Quốc hay hình mẫu của một ngôi làng xã hội chủ nghĩa.

## Lịch sử
Làng Hoa Tây được thành lập năm 1961. Cựu bí thư của Làng là ông Ngô Nhân Bảo (吴仁宝) là người đã quyết tâm biến đổi làng từ một vùng quê nghèo trở thành một cộng đồng dân cư hiện đại theo mô hình xã hội chủ nghĩa.
Hiện tại Làng Hoa Tây có khoảng 2000 nhân khẩu, bên cạnh đó là khoảng 20344 lao động nhập cư và 28240 dân các làng bên cạnh. Làng Hoa Tây có riêng một công ty công nghiệp đa ngành được niêm yết trên thị trường chứng khoán với giá trị khoảng 6,5 tỷ euro. Năm 2011 nhân dịp 50 năm thành lập làng, một khách sạn chọc trời 74 tầng cao 328 mét (tương đương chiều cao của tòa nhà cao nhất Bắc Kinh) đã được khánh thành tại làng lấy tên "Không trung Hoa Tây thôn" (空中華西村).